# Droctulf
Droctulf (ou Drocto, Drocton) fut un général byzantin de la seconde moitié du VIe siècle.

## Biographie
Droctulf était d'origine suève (…Droctulf ex Suavorum). En 568, il avait suivi, avec d'autres barbares, les Lombards du roi Alboïn en Italie. Peu après, il quitta les Lombards pour se mettre au service des Byzantins et fut un fidèle serviteur de l'Empire byzantin et de la Papauté et lutta activement contre les Lombards.
Il lutta notamment contre le duc de Spolète Faroald qui avait attaqué Ravenne et capturé et mis à sac le port de la cité, Classe. Droctulf parvint à repousser le duc lombard et à reprendre Classe en 576. Devenu duc de Brixellum (Brescello) pour le compte de Byzance, il lutta ensuite contre le roi lombard Authari avant d'être envoyé en Thrace et dans les Balkans pour repousser des tribus slaves et les Avars qui menaçaient la frontière du Danube.
Il fut inhumé à Ravenne ; Paul Diacre retranscrira son épitaphe (perdue).

## Sources primaires
- Théophylacte Simocatta, Histoires
- Paul Diacre, Histoire des Lombards, III